# Sociale farmacie
Sociale farmacie is het vakgebied waarbij medicijnengebruik geëvalueerd wordt binnen een breed perspectief, inclusief wettelijke, ethische, economische, politieke, sociale, psychologische en communicatieve aspecten, met de bedoeling bij te dragen aan een veiliger en beter gebruik van medicijnen.
Het onderzoek in de sociale farmacie gebruikt inzichten uit de alfa-, beta- en gammawetenschappen en is erop gericht te begrijpen welke maatschappelijke factoren van invloed zijn op medicijngebruik en de beleidsmatige, economische en ethische beoordeling daarvan. 
Het vak richt zich in praktische zin tevens op de beroepseisen van apothekers aangaande wetgeving, communicatie en voorschrijfgedrag aangaande medicijnen. 
In onderwijsprogramma's omvatten cursussen sociale farmacie vaak vakken als psychologie, communicatieve vaardigheden, datamanagement en patiëntengedrag.